# Vol Pan Am 6
Le 16 octobre 1956, le vol Pan Am 6, un vol international régulier de la compagnie aérienne américaine Pan American World Airways (Pan Am) est contraint à amerrissage forcé au Nord-Est d'Hawaï, après avoir perdu deux de ses quatre moteurs en vol, alors qu'il effectuait la liaison entre Honolulu, à Hawaï, et San Francisco, en Californie. L'avion ayant amerri à proximité du navire USCGC Pontchartrain des Garde-Côtes américains, les opérations de sauvetage commencent rapidement et les 31 passagers et membres d'équipage à bord survivent à l'accident.
Quelque temps plus tard, l'équipage a reçu de multiples récompenses pour son travail effectué pendant le vol, ayant ainsi évité des décès parmi les occupants de l'avion. Le commandant de bord, Richard Ogg, a notamment été le premier récipiendaire des Civilian Airmanship Awards, décernés par l'ordre des Dédaliens.

## Déroulement de l'accident
Le vol 6 a quitté Philadelphie le 12 octobre, à bord d'un Douglas DC-6B, et a fait cap vers l'est en direction de l'Europe et de l'Asie, lors d'un voyage à escales multiples prévues à Londres, Francfort, Beyrouth, Karachi, Rangoun, Bangkok, Hong Kong, Tokyo et Honolulu. Le soir du 15 octobre, les sept membres d'équipage, dont le commandant de bord Richard N. Ogg (43 ans), le copilote George L. Haaker (40 ans), le navigateur Richard L. Brown (31 ans) et l'ingénieur de vol Frank Garcia Jr. (30 ans), ainsi que les 24 passagers ont quitté Honolulu à bord d'un Boeing 377 Stratocruiser 10-29, immatriculé N90943 et portant le nom de Clipper Sovereign Of The Skies.
L'avion décolle de l'aéroport international d'Honolulu à 20h26 pour la dernière étape du vol vers l'aéroport international de San Francisco. Après avoir dépassé le point d'égalité de temps, à savoir le moment du vol où il faudrait la même durée pour continuer le vol ou pour revenir à l'aéroport d'origine, le vol 6 reçoit l'autorisation de monter à une altitude de 21 000 pieds (6 400 m). Lorsque cette altitude est atteinte, vers 1h20 du matin, le moteur n° 1 commence à entrer en survitesse alors que sa puissance est réduite. Le copilote Haaker, qui est alors le pilote en fonction, ralentit immédiatement l'avion en réduisant encore la puissance et en sortant les volets, et tente de mettre l'hélice en drapeau, afin de minimiser la trainée ; elle ne se met cependant pas en drapeau et le moteur continue de tourner à un régime excessif. Le commandant Ogg décide alors de couper l'alimentation en huile du moteur. 
Finalement, le régime diminue et le moteur se bloque ; l'équipage entend ensuite un bruit sourd lorsque l'arbre de transmission se brise et que l'hélice continue de tourner en moulinet dans le flux d'air, provoquant une traînée qui augmente la consommation de carburant. Avec les volets baissés pour réduire la vitesse et la traînée supplémentaire de l'hélice du moteur n°1, l'avion a été forcé de voler plus lentement, en dessous de 150 nœuds (280 km/h), et a perdu de l'altitude à une vitesse de 1 000 pieds par minute (5,1 m/s). La puissance de montée a été réglée sur les trois moteurs restants pour ralentir le taux de descente.
Dans les années 1950 et 1960, la Garde côtière américaine disposait d'un cotre et d'un navire météorologique, à mi-chemin entre Hawaï et la côte californienne. Ce navire était capable de fournir des informations météorologiques et de transmettre des messages radio aux avions se trouvant à proximité. Cette nuit-là, le navire était l'USCGC Pontchartrain, long de 78 m. Le Pontchartrain fut contacté et donna au vol 6 un cap d'amerrissage déterminé par les conditions météorologiques et maritimes au cas où il serait nécessaire d'amerrir.
Le moteur n°4 commença alors à tomber en panne et ne produisit bientôt plus qu'une puissance partielle, alors qu'il était pourtant à plein régime. À 2h45, le moteur n° 4 commença à pétarader, forçant l'équipage à l'arrêter et à mettre son hélice en drapeau. Les volets furent ensuite rentrés et la puissance des moteurs n°2 et n°3 augmentée jusqu'au maximum autorisée en vol. 
Le commandant se retrouva face à un avion qui ne pouvait pas voler au-dessus de 142 nœuds (263 km/h), sans avoir une augmentation alarmante de la vitesse de l'hélice du moteur n°1, ou en dessous de 137 nœuds (254 km/h), sans subir de vibration structurelle avertissant d'un décrochage imminent. En raison de la traînée accrue et de la réduction de puissance des moteurs, le Stratocruiser descendait à une vitesse de 500 à 1 000 pieds par minute (2,5 à 5 m/s). Il était nécessaire de larguer du carburant pour pouvoir rester en l'air. L'équipage a calculé que la traînée supplémentaire leur laissait suffisamment de carburant pour atteindre San Francisco ou pour retourner à Honolulu. 

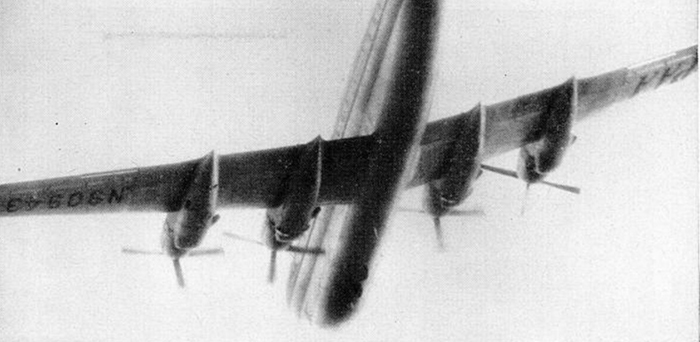
Le Boeing 377 impliqué (N90943), volant en cercle au dessus du USCGC Pontchartrain, peu de temps avant l'amerrissage.

Le commandant a envoyé un message radio : « PanAm 90943, vol 6, déclarant une urgence au-dessus du Pacifique ». Il a choisi de rester en vol jusqu'à l'aube pour augmenter les chances d'amerrissage réussi. Il a ensuite informé le Pontchartrain et l'avion a volé jusqu'à l'emplacement du cotre, puis s'est stabilisé à 2 000 pieds (610 m) et a volé au-dessus de lui, en décrivant des cercles d'environ huit milles (13 km), en utilisant les deux moteurs restants jusqu'au lever du jour.
Le commandant a décidé d'attendre la lumière du jour, car il était important de maintenir les ailes au niveau de la houle au moment de l'amerrissage forcé. Cela serait plus facile à réaliser en plein soleil, ce qui améliorerait les chances de sauvetage des passagers, mais il s'inquiétait du fait que les vagues de l'océan commençaient à se former. Alors que l'avion tournait autour du navire des garde-côtes, il a pu monter de 2 000 à 5 000 pieds (610 à 1 520 m). À cette altitude, plusieurs approches d'entraînement ont été effectuées pour voir si l'avion serait contrôlable à basse vitesse, l'objectif étant d'avoir la vitesse la plus basse possible, juste avant de toucher la surface de l'eau. Retarder l'amerrissage forcé a également permis de consommer plus de carburant, d'alléger l'avion pour qu'il flotte plus longtemps et de minimiser le risque d'incendie en cas d'atterrissage forcé. 
Le commandant a informé les passagers de ses intentions, dans ce qu'il a décrit comme une manière de « bavarder ». Lui-même ainsi que le reste de l'équipage se sont rendu en cabine pour mettre les passagers à l'aise. Conscient de l'accident du vol Pan Am 845/26 survenu l'année précédente, au cours duquel la queue d'un Boeing 377 s'était brisée lors d'un amerrissage forcé, le commandant de bord a demandé aux agents de bord de dégager les passagers de l'arrière de l'avion. L'équipage a ensuite retiré les objets non fixés de la cabine et a préparé les passagers pour l'amerrissage. Comme sur d'autres vols de l'époque, les petits enfants étaient autorisés à monter sur les genoux de leurs parents, sans sièges séparés ni ceintures de sécurité.
À 5h40, le commandant Ogg a informé le Pontchartrain qu'il se préparait à amerrir. Le cotre a ensuite tracé un chemin de mousse, selon pour un meilleur cap de 315° pour l'amerrissage, afin d'aider le commandant à correctement évaluer sa hauteur au-dessus de l'eau. Après un essai à blanc, le vol 6 a atterri à 6h15, à une vitesse de 90 nœuds (170 km/h) avec les volets sortis et le train d'atterrissage rentré, en vue du Pontchartrain. 

Amerrissage du vol 6
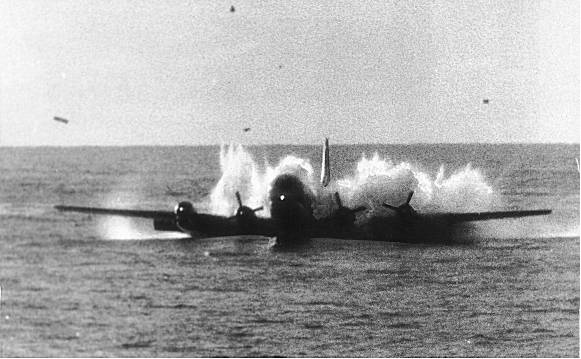
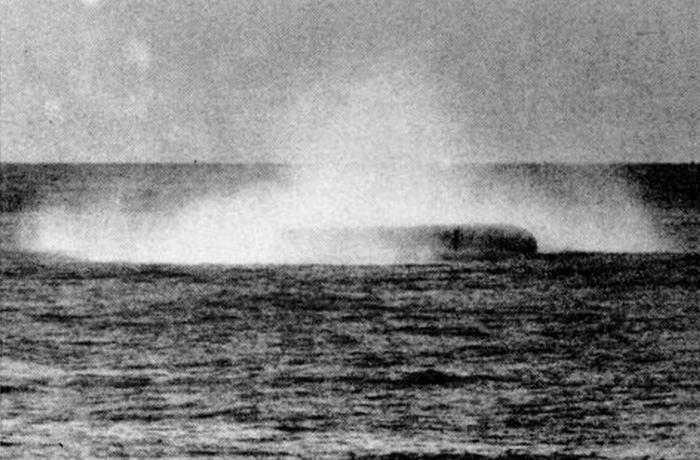
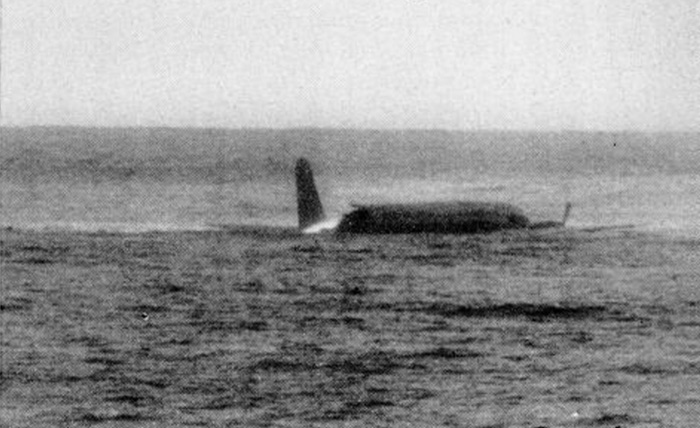

En touchant l'eau, l'avion a glissé le long de la surface sur quelques centaines de mètres, avant qu'une des ailes ne heurte une vague, provoquant une rotation de l'avion de près de 180° vers la gauche, endommageant la partie avant et brisant la queue de l'appareil. 

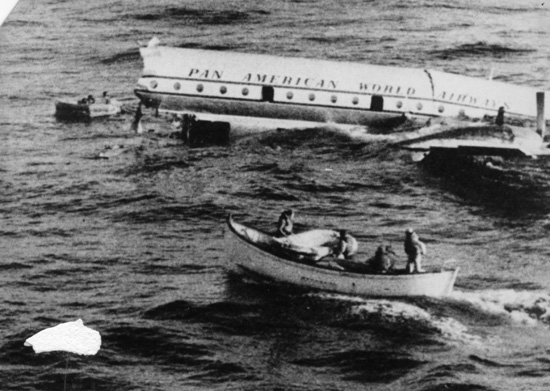
Les survivants évacuant l'épave de l'avion, peu de temps après l'amerrissage du vol 6.

Les 31 personnes à bord ont survécu à l'amerrissage. Trois radeaux de sauvetage ont été déployés par l'équipage et les passagers qui avaient été affectés à l'assistance aux blessés. Un radeau ne s'est pas gonflé correctement, mais les canots de sauvetage du cotre ont pu rapidement transférer les passagers de ce radeau. Tous ont été secourus par la Garde côtière avant que les derniers morceaux de l'épave ne coulent à 6h35. L'équipage du cotre a également filmé le débarquement et le sauvetage ; un film d'une durée de dix minutes a été produit plus tard, comprenant un enregistrement reconstitué de la conversation radio entre les pilotes et les garde-côtes.
Les passagers ont été logés dans les quartiers des officiers du navire et sont rentrés à San Francisco quelques jours plus tard. Il y a eu quelques blessés légers, dont une fillette de 18 mois qui s'est cognée la tête lors de l'impact et a perdu connaissance. Quarante-quatre caisses, servant aux transport de canaris vivants dans la soute, ont été perdues lors du naufrage de l'avion.

## Cause probable de l'accident
Un rapport d'enquête conclut que la cause de l'accident du vol 6 comme étant du à une défaillance mécanique initiale, qui a empêché la mise en drapeau de l'hélice du moteur n°1, et une défaillance mécanique ultérieure, qui a entraîné une perte totale de puissance du moteur n°4, dont les effets ont nécessité un amerrissage forcé.

## Filmographie
- Crash Landing (1958)[1]